# Militärregierung
Eine Militärregierung oder selten auch Stratokratie genannt (von griechisch στρατός stratos ‚Heer‘ und griechisch κρατεῖν kratein ‚herrschen‘) bezeichnet eine Herrschaftsform, in welcher die Staatsgewalt (insbesondere die vollziehende Gewalt) vom Militär ausgeht. Es bestehen Unterschiede zur Militärdiktatur.
Wenn das Militär die gesamte Staatsgewalt an sich reißt und zudem einen autoritären Herrschaftsstil praktiziert, spricht man von einer Militärdiktatur. In der historischen Entwicklung kam es auch zu Mischformen, in denen bürgerliche Regierungen existierten, die aber im Hintergrund vom Militär stark beeinflusst wurden. Zivile Regierungen erhalten demnach nicht die volle politische Macht und können zudem durch eine militärische Intervention abgesetzt werden. Gründe des Eingreifens können beispielsweise die Sicherung der Stabilität oder Beibehaltung des Status quo sein. Die Militärherrschaft kann sehr kurzlebig sein und nur bis zur Wiederherstellung des vom Militär gewünschten Zustandes andauern oder langfristiger Natur sein. Die Gründe für die Einrichtung einer Militärregierung liegen zumeist im innenpolitischen Versagen der Zivilregierung (zum Beispiel schlechte Wirtschaftslage oder terroristische Aktivitäten) und dem Fehlen einer anderen beherrschenden Klasse außer dem Militär.
Oftmals werden Militärregierungen auch als Übergangslösungen in besetzten Ländern installiert. Beispiele dafür sind neben Deutschland (1945–1949), Japan (1945–1952), Österreich (1945–1955) in neuerer Zeit der Irak (2003–2004). Militärregierungen in besetzten Gebieten tragen stets den autokratischen Charakter, insofern die politische Macht bei der Führung der Besatzungstruppen monopolisiert wird. Dienen sie dem Zweck, ein neues politisches System in dem besiegten Land aufzubauen, handelt es sich um Diktaturen. (Siehe hierzu auch „Militärregierungen durch Besatzung“.) Doch sollten diese Interventionen ausländischer Truppen von einem Putsch durch das eigene Militär unterschieden werden.

## Stufen einer Militärherrschaft
Eric Nordlinger analysierte 1977 in seinem Buch Soldiers in Politics verschiedene Militärherrschaften. Er teilte die politische Einflussnahme der Armee in drei Stufen ein:
1. Mäßigende, beschwichtigende Form: Wenn Zivilisten politische Ämter auch weiterhin bekleiden, behalten Offiziere ein Vetorecht. Unter Androhung militärischer Gewalt sind sie fähig, Politiker durch ihnen wohlgesinntere Personen zu ersetzen, ohne dabei selbst direkt in der Politik aktiv zu werden. Ihr Ziel ist die Vermeidung anders gerichteter politischer Ideologien. Wirtschaftlich bleibt zumeist alles beim Alten.
2. Beschützende Form: Das Militär übernimmt die Regierungskontrolle, um die Stabilität wiederherzustellen. Während dieser Zeit kommt es oft zu wirtschaftlichen Reformen. Öffentliche Organisationen und Medien können wie gewohnt arbeiten.
3. Beherrschende Form: Es wird ein Militärregime errichtet, das auch einen weitreichenden Einfluss auf das öffentliche Leben ausübt. Es kommt zu grundlegenden gesellschaftlichen Veränderungen, wobei auch viele Grundrechte verletzt werden. Das Militär führt ein bürokratisches System ein. Unabhängige Medien werden verboten.

## Empirische Evidenz

### Militärisch dominierte Staaten

#### Vereinigten Staaten von Amerika (1861–1877)
In den Vereinigten Staaten von Amerika gab es in der Phase der Reconstruction nach dem Bürgerkrieg von 1861 bis 1865 neben der Besatzung durch Unionstruppen bis ins Jahr 1877 ein Erstarken des Einflusses des Militärs auf die Gesellschaft. Wichtige Ämter wurden dabei von Vertretern der Armee bekleidet und erstmals war mit Ulysses Grant wieder ein General Präsident des Landes. Dennoch wird diese 17 Jahre dauernde Phase historisch als Grundstein für die spätere Weltmachtstellung der Vereinigten Staaten gesehen.

#### Polen (1926–1939)
Nach dem sogenannten Maiputsch von 1926 dominierten Vertreter des polnischen Militärs unter dem Begriff der Sanacja die Politik in der ursprünglich demokratischen und erst 1918 nach der Teilungszeit wieder unabhängig gewordenen Zweiten Polnischen Republik. Obwohl die parlamentarischen Institutionen bestehen blieben, wurden sie von Obristen unterwandert und die Opposition sowohl links als auch rechts der Sanacja mit repressiven Mitteln bekämpft. Die Federführung über das säkular ausgerichtete Militärregime hatten, obwohl keine staatsführenden Ämter tragend, die beiden Marschälle Józef Piłsudski (1926–1935) und Edward Rydz-Śmigły (1935–1939). Ihre Anhänger stammten vorzugsweise aus den Reihen der ehemaligen Polnischen Legionen.

#### Thailand (seit 1932)
Vom Ende der absoluten Monarchie 1932 bis zum demokratischen Volksaufstand 1973 wurde Thailand, mit wenigen kurzen Unterbrechungen, von Militärs beherrscht. Nach dem Massaker an der Thammasat-Universität folgte ab 1976 erneut eine Militärdiktatur, in den 1980er Jahren dann eine Phase der „Halbdemokratie“, in der militärische Machthaber und zivile Politiker sich die Macht teilten.
Nach dem offiziellen Rückzug des Militärs aus der Politik 1988 besitzen die thailändischen Streitkräfte aber auch weiterhin große Macht und hohen Einfluss im Staat. Neben einer eigenen Bank (Thai Military Bank, TMB) besitzen die Teilstreitkräfte Fernseh- und Radiostationen (z. B. Thai TV5). Außerdem werden zahlreiche Flughäfen in Thailand militärisch und gleichzeitig zivil genutzt.
Es gab 1991 und 2006 noch zwei Putsche mit darauf folgender, kurzzeitiger Militärherrschaft. Das Militär schränkte nach jedem Militärputsch die Rede-, Versammlungs- und Pressefreiheit ein. Die Behörden zwangen mit Gerichtsverfahren um Rufschädigung, Verrat oder Majestätsbeleidigung die Medien zur Selbstzensur. 2007 wurde wieder eine zivile Regierung gewählt.
Am 22. Mai 2014 übernahm das Militär nach monatelangen politischen Turbulenzen erneut die Macht und hat sie bis heute inne – die längste Phase der Militärherrschaft seit 1988. Seither übt General Prayut Chan-o-cha die Regierungsgewalt aus. Die Militärführung hat sich jedoch in der Verfassung über die Wahlen hinaus ihren Einfluss gesichert, etwa durch einen von der Junta auf fünf Jahre ernannten Senat und durch eine 20 Jahre lang gültige „Nationale Strategie“, von der künftige gewählte Regierungen nicht abweichen dürfen.

#### Guatemala (1954–1986)
Die Militärdiktatur in Guatemala ist eng mit dem guatemaltekischen Bürgerkrieg und einer Einflussnahme der Vereinigten Staaten von Amerika verbunden. Auch, wenn 1986 wieder zivile Regierungen gebildet wurden, endete der Einfluss des Militärs erst 1996 im Land.

#### Pakistan (1958–2002)
In Pakistan gilt das Militär als Staat im Staate und nimmt seit der Unabhängigkeit in vielen Teilen der Gesellschaft, Politik und Wirtschaft eine bedeutende Machtposition ein. In der Geschichte Pakistans kam es zu mehreren Staatsstreichen; eine direkte Militärregierung bestand von 1958 bis 1971, von 1977 bis 1988 und zuletzt von 1999 bis 2002.

#### Myanmar (1962–2011 und wieder seit 2021)
Myanmar, bis 1989 auch Burma genannt, wurde von 1962 bis 2011 von einer Militärdiktatur regiert. Zuletzt war General Than Shwe Staatschef, der noch immer dem Militär vorsteht. 2011 bis 2016 war Thein Sein ziviler Präsident, der jedoch selbst als General eine Führungsrolle im Militär innehatte. Während des Militärputsch von 2021 gelangte das Militär erneut gegen die demokratisch gewählte Regierung von Aung San Suu Kyi an die Macht.

#### Togo (1963–1990 und wieder 1992–2005)
1963 stürzte das Militär unter Emmanuel Bodjollé den Präsidenten des erst 1960 unabhängig gewordenen Togo, Sylvanus Olympio. Die Militärs setzten Nicolas Grunitzky als neuen Präsidenten ein und übernahmen die Kontrolle über den Staatsapparat. 1967 gelangte durch einen Sturz innerhalb des Regimes Oberstleutnant Étienne Gnassingbé Eyadéma an die Macht, die er mit einer Unterbrechung zwischen 1990 und 1992 mit Hilfe der Armee halten konnte. Die Militärdiktatur in Togo endete erst mit seinem Tod.

#### Brasilien (1964–1985)
Mit dem Militärputsch von 1964 übernahm Marschall Humberto Castelo Branco das Amt des Präsidenten in Brasilien. 1965 wurden sämtliche demokratischen Parteien aufgelöst und ein künstliches Zweiparteiensystem geschaffen, das als „relative Demokratie“ bezeichnet wurde. Unter seinem Nachfolger Artur da Costa e Silva (1967–1969) wurden die letzten demokratischen Institutionen abgeschafft. Erst unter João Baptista de Oliveira Figueiredo (1979–1985) kam es zu einer schrittweisen Vorbereitung der Demokratisierung des Landes.

#### Griechenland (1967–1974)
Griechenland wurde zwischen 1967 und 1974 von einer als in Teilen rechtsextrem eingestuften Militärdiktatur regiert, dem sogenannten Obristenregime. Aufgrund des Nahostkonflikts wurde es international geduldet, verlor jedoch nach einem gescheiterten Versuch, auch in Zypern die Kontrolle zu übernehmen, 1974 jeglichen Rückhalt und zerbrach an inneren Machtkämpfen.

#### Chile (1973–1990)
Durch den von den USA geförderten Militärputsch von 1973 gegen den demokratisch gewählten Präsidenten Salvador Allende gelangte das chilenische Militär unter General Augusto Pinochet an die Macht. Pinochet, der zunächst provisorische Ämter innerhalb der Militärjunta bekleidete, ließ sich 1974 zum Präsidenten ernennen und regierte bis 1990 das Land als Diktator.

#### Äthiopien (1974–1991)
Nach dem Sturz von Kaiser Haile Selassie, hatte 1974 ein provisorischer Militärverwaltungsrat, genannt Derg, die Macht in Äthiopien übernommen. Neben der Verstaatlichung der meisten Wirtschaftszweige des Landes und des gesamten Landbesitzes, trieb die sozialistische geprägte Militärdiktatur die Alphabetisierung durch die Ausbreitung der amharischen Sprache in dem ursprünglich relativ polyethnischen Land voran. Bis Ende der 1970er Jahre erhöhten sich die Bevölkerungszahl und der Urbanisierungsgrad. Nach der Ausrufung der Demokratischen Volksrepublik Äthiopien 1987, kam es zu einer Entmilitarisierung des Staatsapparates. Die letzten Mitglieder des Derg bestimmten jedoch noch bis zu einem Umsturz 1991 die Politik Äthiopiens mit.

#### Argentinien (1976–1983)
Die argentinische Militärdiktatur gilt als typisches Beispiel für die südamerikanischen Militärjuntas der 1970er und 1980er Jahre, insbesondere in Bezug auf die gravierenden Menschenrechtsverletzungen durch das systematische Verschwindenlassen von zehntausenden Menschen. Durch den von der Militärjunta angestifteten Falklandkrieg, den Argentinien gegen das Vereinigte Königreich verlor, wurde ab 1983 der Niedergang des Regimes eingeleitet.

#### Türkei (1980–1989)
1989 wurde der Nationale Sicherheitsrat in der Türkei aufgelöst. Dieser bestand aus ranghohen Offizieren, welche die Exekutive vertraten. Die Ursprünge dieser militärischen Dominanz rührten aus der Zeit Kemal Atatürks. Atatürk begründete die Ideologie des Kemalismus, mit dem er die Türkei radikal umgestaltete. Er führte beispielsweise das Frauenwahlrecht ein, schloss Koranschulen und lehnte das türkische Rechtssystem an westliche Vorbilder an. Das Erbe Atatürks wird seitdem vom türkischen Militär geschützt. 1960 führten soziale Missstände zum Sturz der Regierung durch General Cemal Gürsel. Aber auch die folgende Regierung konnte die Probleme nicht in den Griff bekommen. Linke und rechte Terroraktivitäten nahmen zu und die Wirtschaftslage verschlechterte sich rapide.
1971 griff die Armee erneut ein, und es kam zu repressiven Maßnahmen gegenüber der Bevölkerung. Aber auch die 1972 eingesetzte Regierung blieb nur kurz im Amt. 1980 putschte Generalstabschef Kenan Evren gegen Ministerpräsident Süleyman Demirel. Evren verbot die politischen Parteien und verhängte den Kriegszustand, um „gegen den Terrorismus im Land vorgehen“ zu können. Das Militär wurde 1982 als Teil der politischen Macht sogar in der Verfassung verankert und Evren zum Präsidenten gewählt. Die Türkei kehrte erst 1983 mit der Wahl von Turgut Özal zu einer Zivilherrschaft zurück.
Obwohl die Dominanz des Militärs seit verschiedenen Reformen abnimmt, bleibt das Militär auch heute in der Türkei eine der wichtigsten politischen Größen, wie es die Beziehung der Streitkräfte zur islamisch geprägten Regierung unter Recep Tayyip Erdoğan deutlich macht. Beim Verfassungsreferendum von 2010 stimmten die Wähler über zahlreiche Änderungen der seit 1982 gültigen Verfassung des Landes ab. Die bislang umfassendste Verfassungsreform sah unter anderem auch die Beschränkung der Rechte des türkischen Militärs vor. Somit wird die politische Immunität für Mitglieder der Militärjunta von 1980 aufgehoben. Die Rechte der Militärgerichte werden eingeschränkt. So können hohe Generäle auch vor zivilen Gerichten verurteilt werden. Handlungen gegen die Sicherheit des Staates sowie gegen die verfassungsadäquate Ordnung der Strafverfolgung und des Strafvollzugs werden nicht mehr vor Militärgerichten verhandelt. Kurz danach wurden zahlreiche ehemalige Generäle und Beteiligte vom Militärputsch 1980 verhört und verhaftet.
2016 kam es erneut zu einer Revolte des Militärs gegen die Regierung von Erdoğan und Binali Yıldırım. Der Putschversuch war nur von einem Teil des Militärs mitgetragen worden und scheiterte schließlich. Die Putschisten versäumten es, eine Nachrichtensperre durch Sperrung der Kommunikationswege durchzusetzen, und scheiterten letztlich am Widerstand der Bevölkerung, des regierungstreuen Militärs und der Polizei.

#### Polen (1981–1983)
In der nach dem Ende des Zweiten Weltkrieges geschaffenen Volksrepublik Polen war während des Kriegsrechts von 1981 bis 1983 das polnische Militär erneut an der Macht. Unter General Wojciech Jaruzelski, der ursprünglich Verteidigungsminister gewesen war und durch einen Sturz der Reformkräfte innerhalb der kommunistisch geprägten Vereinigten Arbeiterpartei anschließend die Ämter des Parteivorsitzenden und Ministerpräsidenten vereinte, kam es zu einer Internierungswelle und dem Verbot der Demokratiebewegung rund um die freie Gewerkschaft Solidarność. Obwohl Jaruzelski ab 1985 sogar Staatsratsvorsitzender wurde und in den Wendejahren bis 1990 das Amt des Staatspräsidenten bekleidete, wurde die Militarisierung von Verwaltung, Wirtschaft und Medien sowie die Aufhebung von Bürgerrechten ab 1984 schrittweise zurückgefahren.

### Militärregierungen durch Besatzung

#### Südkorea (1945–1948)
Korea wurde 1945 nach der Kapitulation Japans vom Süden bis zum 38. Breitengrad durch die Streitkräfte der USA besetzt und dort eine Besatzungszone eingerichtet. Aus der nördlichen Besatzungszone zogen die sowjetischen Truppen 1948 ab. Nach den einseitig durchgeführten Wahlen am 10. Mai 1948, an denen sich linke Kräfte nicht beteiligt hatten, wurde die Teilung der Halbinsel festgelegt. Im Anschluss herrschte in Südkorea eine militant-rechtsgerichtete Regierung, die zahlreiche Massaker in Südkorea Anfang der 1950er Jahre zu verantworten hat. Teilweise begannen bereits unter Verantwortung der US-Militärregierung USAMGIK die genozidähnlichen Massaker, wie nach dem 3. April 1948 auf Jeju-do. Einige der Massaker wurden von Offizieren der USA begleitet und fotografiert (Kommission für Wahrheit und Versöhnung).

#### Deutschland (1945–1949)
In Deutschland errichteten nach dem Zweiten Weltkrieg die Siegermächte Großbritannien (CCG/BE), USA (OMGUS) und Sowjetunion (SMAD) einschließlich der nachträglich bestimmten Siegermacht Frankreich (GMZFO) in ihren Besatzungszonen Militärregierungen, denen jeweils ein Militärgouverneur vorstand. Auch nach Eroberung von Städten, wie etwa nach der Schlacht um Aschaffenburg, wurden Militärregierungen errichtet.
Auf der Gipfelkonferenz von Potsdam bestimmten die drei Mächte gemeinsame Richtlinien für ihre zukünftige Politik. Sie setzten ihre Schwerpunkte auf Abrüstung, Entnazifizierung und Aufbau einer neuen politischen Ordnung in Deutschland. 1947 bildeten die Amerikaner und die Briten eine Bizone, die 1948 zur Trizone (mit der französischen Zone) erweitert wurde. Dieses Gebilde sollte den wirtschaftlichen Aufbau und die Entwicklung Deutschlands regeln. An die Stelle der drei Militärregierungen trat 1949 die Alliierte Hohe Kommission.

#### Japan (1945–1952)
Das Ende des Zweiten Weltkrieges (Unterzeichnung der Kapitulation Japans an Bord der Missouri am 2. September 1945) führte zur Besetzung Japans durch US-amerikanische und der nördlichen Randgebiete durch sowjetische Truppen. Die amerikanische Besatzung und Militärregierung (GHQ/SCAP) endete 1952 durch den Friedensvertrag von San Francisco auf den Hauptinseln und 1972 auf den Ryūkyū-Inseln. Die Sowjetunion verweigerte die Unterzeichnung, und so blieben Sachalin und die Kurilen unter ihrer Herrschaft.

#### Österreich (1945–1955)
Nach 1945 wurde Österreich in vier Besatzungszonen geteilt und war bis zur Unterzeichnung des Österreichischen Staatsvertrags und deren Abzug 1955 von den vier Mächten besetzt.

#### Irak (2003–2004)
Nach dem Dritten Golfkrieg wurde 2003 im Irak eine militärische Übergangsregierung eingesetzt, die dem Verteidigungsministerium der Vereinigten Staaten unterstellt war und unter der Bezeichnung Koalitions-Übergangsverwaltung bis zum 28. Juli 2004 fungierte.

### Weitere Beispiele
- El Salvador (1930–1980)
- Uruguay (1973–1985)
- Fidschi (1987, 2000–2001 und erneut 2006–2014)
- Mauretanien (2005–2007 und 2008–2009)
- Ägypten (2011–2012 und wieder seit 2013)
- Guinea-Bissau (2012–2014)
- Mali (2012–2013[5] und wieder seit 2021)
- Niger (seit 2023)

### Aktuell Übergangsregime
- Burkina Faso
- Guinea
- Sudan